# لكراتيين آيت بن علال (الركيطة)
لكراتيين آيت بن علال هو دُوَّار يقع بجماعة الكريمات، إقليم الصويرة، جهة مراكش آسفي في المملكة المغربية. ينتمي الدوّار لمشيخة الركيطة التي تضم 12 دوار. يقدر عدد سكانه بـ 672 نسمة حسب الإحصاء الرسمي للسكان والسكنى لسنة 2004.

## روابط خارجية
- البوابة الوطنية للجماعات الترابية نسخة محفوظة 12 مارس 2018 على موقع واي باك مشين.
- المندوبية السامية للتخطيط